# Джеймс Хольгер
Джеймс Хольгер (ісп. James Holger) — чилійський дипломат. Надзвичайний і Повноважний Посол Чилі в Україні за сумісництвом (1993-1997).

## Життєпис
Містер Холгер народився у Вашингтоні, округ Колумбія. і відвідував початкові та середні школи в Чилі та США. Він закінчив юридичний факультет Державного університету Чилі, Інститут політичних досліджень Паризького університету і здобув ступінь магістра в школі міжнародних відносин та доктор наук з історії в Колумбійському університеті.
У 1954—1972 рр. Пан Хольгер обіймав посади начальника Кабінету міністрів закордонних справ, заступника директора департаменту з політичних питань, директора департаменту планування політики та директора з закордонних справ Чилі. Він також був членом чилійської делегації в Організації американських держав (1958—1960), посольстві Чилі у Вашингтоні, D.C. (1960—1964), Москва (1965—1968), Бонн (1968—1970), Берлін (1971), Постійне представництво Чилі при ООН (1972—1977).
З 1981 по 1982 рік працював в Управлінні генеральних підсекретарів з особливих політичних питань при штаб-квартирі ООН, а з 1978 по 1981 рік — старшим політичним радником Тимчасових сил ООН в Лівані (ЮНІФІЛ). З 1977 по 1978 роки він був виконавчим помічником ректора університету ООН в Токіо.
З 1982 по 1988 рр. він працював спочатку заступником спеціального представника Генерального секретаря на Кіпрі, а згодом протягом чотирьох років виконувачем обов'язків спеціального представника Генерального секретаря в цій країні.
З 1988 по 1990 роки пан Холгер був директором інформаційного центру ООН у Вашингтоні, округ Колумбія.
З 1990 по 1992 рік він був заступником постійного представника Чилі при ООН і одночасно обіймав посаду посла Чилі на Кіпрі.
З 1992 по 1997 рік він був послом Чилі в РФ, одночасно обіймаючи посаду посла в Україні, Білорусі, Кіпрі та Казахстані.
Пан Холгер був заступником директора Дипломатичної академії Міністерства закордонних справ у Сантьяго, Чилі.
У 1999—2000 рр. — на посаді виконувача обов'язків спеціального представника та начальника місії миротворчих сил Організації Об'єднаних Націй на Кіпрі (UNFICYP) після відставки Анни Геркус за сімейних обставин.